# Ochraethes virescens
Ochraethes virescens là một loài bọ cánh cứng trong họ Cerambycidae.